# آيت والال (تازارين)
آيت والال هي إحدى مشيخات المملكة المغربية، تتبع جغرافيا لإقليم زاكورة وإداريًا لتازارين. يقدر عدد سكانها بـ 9060 نسمة حسب الإحصاء الرسمي للسكان والسكنى لسنة 2004.